# 증권 사기
| |
| 형법 刑法 |
| 형법학 · 범죄 · 형벌 죄형법정주의 |
| 범죄론 |
| 구성요건 · 실행행위 · 부작위범 간접정범 · 미수범 · 기수범 · 중지범 불능범 · 상당인과관계 고의 · 고의범 · 착오 과실 · 과실범 공범 · 정범 · 공동정범 공모공동정범 · 교사범 · 방조범 |
| 항변 |
| 위법성조각사유 · 위법성 · 책임 · 책임주의 책임능력 · 심신상실 · 심신미약 · 정당행위 · 정당방위 · 긴급피난 · 오상방위 · 과잉방위 · 강요된 행위                                     |
| 죄수 |
| 상상적 경합 · 연속범 · 병합죄 |
| 형벌론 |
| 사형 · 징역 · 금고 벌금 · 구류 · 과료 · 몰수 법정형 · 처단형 · 선고형 자수 · 작량감경 · 집행유예                                                                                  |
| 대인범죄 |
| 폭행죄 · 상해치사죄 · 절도죄 |
| 성범죄 · 성매매알선 · 강간죄 |
| 유괴 · 과실치사상죄 · 살인죄 |
| 대물범죄 |
| 손괴죄 · 방화죄 |
| 절도죄 · 강도죄 · 사기죄 |
| 사법절차 방해죄 |
| 공무집행방해죄 · 뇌물죄 |
| 위증죄 · 배임죄 |
| 미완의 범죄 |
| 시도 · 모의 · 공모 |
| 형법적 항변 |
| 자동증, 음주 & 착오 |
| 정신 이상 · 한정책임능력 |
| 강박 · 필요 |
| 도발 · 정당방위 |
| 다른 7법 영역 |
| 헌법 · 민법 · 형법 |
| 민사소송법 · 형사소송법 · 행정법 |
| 포털: 법 · 법철학 · 형사정책 |
| v • d • e • h |

증권 사기(securities fraud), 주식 사기, 투자 사기는 투자자가 잘못된 정보를 바탕으로 구매 또는 판매 결정을 내리도록 유도하는 주식 또는 상품 시장에서의 사기 행위이다. 일반적으로 사기꾼에게는 금전적 이익을 제공하기 위해 설정되고 일반적으로 투자자에게는 부당한 금전적 손실이 발생한다. 이들은 일반적으로 증권법을 위반하고 있다.
증권 사기에는 투자자의 노골적인 절도(주식 중개인의 횡령), 주가 조작, 공개 회사의 재무 보고서에 대한 허위 진술, 기업 감사인에 대한 거짓말도 포함될 수 있다. 이 용어는 주식이나 상품 거래소의 거래 현장에서 내부자 거래, 선행 거래 및 기타 불법 행위를 포함한 광범위한 기타 행위를 포괄한다.

## 같이 보기
- 분식회계
- 내부자 거래
- 동전주
- 피라미드 사기
- 화이트 칼라 범죄